# جاقمة
جاقمة هي قرية في إقليم برشيد منذ 2004 ضمن جهة الشاوية ورديغة بالغرب المغربي. كان مجموع عدد سكان الجماعة القروية جاقمة 11.511 نسمة.(تعداد السكان الرسمي 2004)